# Ministero della difesa (Moldavia)
Il Ministero della difesa (in romeno: Ministerul Apărării) è un dicastero del Consiglio dei ministri moldavo deputato al controllo delle forze armate della Repubblica di Moldavia.
L'attuale ministro è Anatolie Nosatîi, in carica dal 6 agosto 2021.

## Ministri
- Ion Costaș (1992)
- Pavel Creangă (1992-1997)
- Valeriu Pasat (1997-1999)
- Boris Gămurari (1999-2001)
- Victor Gaiciuc (2001-2004)
- Tudor Colesniuc (2004)
- Valeriu Pleșca (2004-2007)
- Ion Coropcean (2007)
- Vitalie Vrabie (2007-2009)
- Vitalie Marinuța (2009-2014)
- Valeriu Troenco (2014-2015)
- Viorel Cibotaru (2015)
- Anatol Șalaru (2015-2016)
- Gheorghe Galbura (2016-2017)
- Eugen Sturza (2017-2019)
- Pavel Voicu (8 giugno 2019-14 novembre 2019)
- Victor Gaiciuc (14 novembre 2019-16 marzo 2020)
- Alexandru Pînzari (16 marzo-9 novembre 2020)
- Victor Gaiciuc (9 novembre 2020-6 agosto 2021)
- Anatolie Nosatîi (dal 6 agosto 2021)